# Constantin Hagea

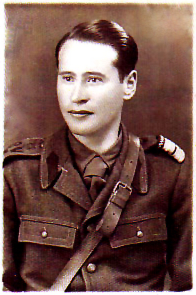
Constantin Hagea în tinerețe

Constantin Hagea (n. 1909, comuna Măgina, județul Alba - d. 6 decembrie 1960, Râmnicu Sărat) a fost un avocat, ziarist și om politic român.
A reușit cu sprijinul fraților săi, să urmeze Liceul „Titu Maiorescu” din Aiud și apoi Facultatea de Drept din Cluj unde în 1933 a devenit doctor în drept.  A lucrat ca grefier la Aiud și a fost redactor la publicațiile Dreptatea Satelor și Dreptatea Țăranilor și ulterior, în perioada 1942 - 1944, director al publicației Ardealul. A fost secretar general la Comisariatul General al Refugiaților și Evacuaților din cadrul Ministerului Afacerilor Interne în perioada guvernelor Sănătescu și Rădescu.
În 1955 Constantin Hagea a fost judecat, împreună cu Corneliu Coposu și Ion Domocoș, pentru acuzațiile de „crimă de uneltire contra ordinii sociale” și „crimă împotriva păcii și activitate intensă împotriva clasei muncitoare”, în principal pentru o serie de articole considerate antisovietice, anticomuniste și antidemocratice. A fost condamnat 25 de ani e muncă silnică și 10 ani degradare civilă (sentința nr. 876 din 16 iulie 1955 a Tribunalului Militar Teritorial București) și a decedat, în anul 1960, în Penitenciarul de la Râmnicu-Sărat.
Condamnarea a fost anulată de Curtea Supremă de Casație, secția Penală la 10 mai 1995, Constantin Hagea fiind repus în drepturi, cu restituirea averilor confiscate.